# Osiek Drawski (przystanek kolejowy)
Osiek Drawski – przystanek osobowy w Osieku Drawskim w Polsce, w województwie zachodniopomorskim, w powiecie drawskim, w gminie Wierzchowo.